# Lester Sumrall
Lester Frank Sumrall (ur. 15 lutego 1913 w Nowym Orleanie, zm. 28 kwietnia 1996 w South Bend) – amerykański kaznodzieja protestancki, ewangelista zielonoświątkowy, demonolog i egzorcysta.

## Życiorys
Urodził się w Nowym Orleanie, w stanie Indiana jako syn Betty i George’a Sumralla. Zaczął głosić ewangelię i rozpoczął służbę w wieku 17 lat po wyzdrowieniu z gruźlicy. Mając 19 lat założył kościół w Green Forest w Arkansas i został ordynowany przez Zgromadzenie Boże.
W 1934 zaczął podróżować za granicę. Odwiedził ponad 117 krajów. Głosił na Tahiti i Nowej Zelandii oraz założył kościół w Brisbane w Australii. Podróżował z Howardem Carterem po wschodniej Azji i Europie. W Ameryce Południowej spotkał Louise Layman, którą poślubił 30 września 1944 i miał trzech synów: Franka Lestera (ur. 1946), Phillipa Stephena (ur. 1950) i Petera Andrew (ur. 1953, zm. 2015). Wraz z rodziną spędził wiele lat na Filipinach, gdzie kulminacyjnym momentem jego ewangelizacyjnej służby było założenie kościoła Cathedral of Praise w Manili, skupiającego ponad 24 tys. wiernych i będącego największą wspólnotą chrześcijańską na Filipinach.
W 1957 założył szkołę biblijną World Harvest Bible College (obecnie Indiana Christian University) oraz magazyn „World Harvest Magazine”. W 1968 założył stację radiową World Harvest Radio International. Sumrall nazywany jest „ojcem chrześcijańskiej telewizji”, w latach 1972-1997 przejął wiele stacji telewizyjnych pod szyld chrześcijańskiego kanału World Harvest Television. W 1987 zainicjował powstanie akcji humanitarnej LeSEA Global Feed the Hungry.
Był autorem wielu książek o tematyce ewangelizacji, uzdrowienia, demonów i egzorcyzmu. W języku polskim wydano m.in. jego autorstwa Możesz przezwyciężyć depresję, a także Dary i służby Ducha Świętego (2006) pod wydawnictwem Kościół Słowo Życia.
Zmarł 28 kwietnia 1996 w South Bend w stanie Indiana w wieku 83 lat.

## Publikacje
- Lester Sumrall: 101 Questions and Answers on Demon Powers. Harrison House (OK), 1983. ISBN 0-89274-261-5. Brak numerów stron w książce
- Lester Sumrall: Możesz przezwyciężyć brak poczucia bezpieczeństwa. Instytut Wydawniczy Compassion, 2002. ISBN 83-88643-20-7. Brak numerów stron w książce
- Lester Sumrall: Możesz przezwyciężyć depresję. Instytut Wydawniczy Compassion, 2002. ISBN 83-88643-06-1. Brak numerów stron w książce
- Lester Sumrall: Możesz przezwyciężyć myśli samobójcze. Instytut Wydawniczy Compassion, 2002. ISBN 83-88643-07-X. Brak numerów stron w książce
- Lester Sumrall: Możesz przezwyciężyć odrzucenie. Instytut Wydawniczy Compassion, 2002. ISBN 83-88643-16-9. Brak numerów stron w książce
- Lester Sumrall: Możesz przezwyciężyć troskę. Instytut Wydawniczy Compassion, 2002. ISBN 83-88643-17-7. Brak numerów stron w książce
- Lester Sumrall: Możesz przezwyciężyć osamotnienie. Instytut Wydawniczy Compassion, 2002. ISBN 83-88643-21-5. Brak numerów stron w książce
- Lester Sumrall: The Life Story of Lester Sumrall: The Man, the Ministry, the Vision. New Leaf Press (AR), 2003. ISBN 0-89221-532-1. Brak numerów stron w książce
- Lester Sumrall: Dary i służby Ducha Świętego. Kościół Słowo Życia, 2006. ISBN 83-919824-2-4. Brak numerów stron w książce
- Lester Sumrall: Pionierzy wiary. Wydawnictwo Absolutnie Fantastyczne , Tadeusz Adamczak, 2018. ISBN 978-83-64675-27-0. Brak numerów stron w książce
- Lester Sumrall: Egzorcyzm. Wydawnictwo Absolutnie Fantastyczne, Tadeusz Adamczak, 2018. ISBN 978-83-64675-39-3. Brak numerów stron w książce
- Lester Sumrall: Przygody z Chrystusem. Wydawnictwo Absolutnie Fantastyczne, 2019. ISBN 978-83-64675-46-1. Brak numerów stron w książce
- Lester Sumrall: Aniołowie do pomocy. Wydawnictwo Absolutnie Fantastyczne, 2019. ISBN 978-83-64675-52-2. Brak numerów stron w książce
- Lester Sumrall: Demony. Księga odpowiedzi. Wydawnictwo Dobry Owoc, 2019. ISBN 978-83-951042-6-8. Brak numerów stron w książce
- Lester Sumrall: Morderstwo bez powodu. Niepoczytalność czy opętanie?. Wydawnictwo Dobry Owoc, 2020. ISBN 978-83-951042-3-7. Brak numerów stron w książce
- Lester Sumrall: Demony - księga odpowiedzi. Wydawnictwo Absolutnie Fantastyczne, 2020. ISBN 978-83-64675-56-0. Brak numerów stron w książce
- Lester Sumrall: Wojowniczy Kościół. Wydawnictwo Absolutnie Fantastyczne, Tadeusz Adamczak, 2020. ISBN 978-83-64675-61-4. Brak numerów stron w książce